# Txt2tags

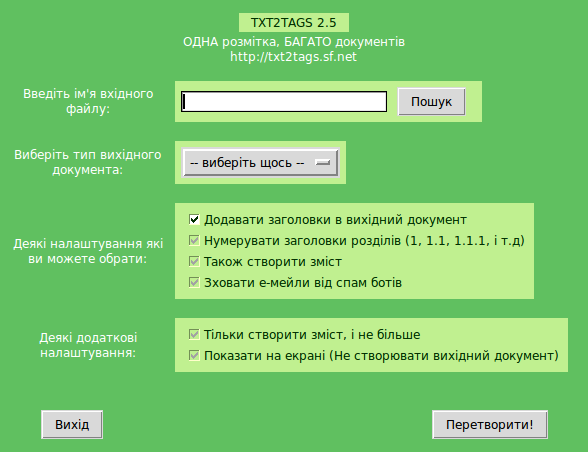

Txt2tags es programa para generar documentos en distintos formatos, utilizando un lenguaje de marcado ligero. Está desarrollado en Python.
Con un fichero de texto plano y un marcado mínimo, del tipo **negrita** o //itálica//, pueden conseguirse los siguientes formatos:
- HTML
- XHTML
- SGML
- LaTeX
- Lout
- Man
- MoinMoin
- MagicPoint
- PageMaker

Su autor es Aurelio Jargas.

## Estructuras de formato
Estas son las estructuras de formato disponibles en Txt2Tags.
- Encabezamiento: cabeceras, título del documento, nombre, autor, fecha
- Títulos de secciones, numeradas o no
- Párrafos
- Modificadores de fuentes
  - Negrita
  - Itálica
  - Subrayada
- Fuente no proporcional (monospaciada/verbatim)
  - Monoespaciada en un párrafo
  - Línea monoespaciada
  - Zona monoespaciada (multilínea)
- Citas
- Enlaces
  - URL
  - Enlaces correo electrónico
  - Enlaces locales
  - Enlaces nombrados
- Listas
  - Listas marcadas
  - Listas numeradas
  - Listas descriptivas
- Líneas de separación horizontal
- Imágenes, con alineamiento
- Tablas, con y sin borde, con alineamiento, con expansión de columna
- Marcas especiales para texto crudo (que no será tratado)
- Macro especial para la fecha, con formato flexible
- Comentarios, para notas y correcciones.

## Resumen de marcado
```
  Encabezado             Las primeras tres líneas del archivo fuente.
  Título                 = texto =
  Título numerado        + texto +
  Comentario             % comentarios
  Línea de separación    -----------------------...
  Línea gruesa           =======================...
  Imagen                 [nombre.jpg]
  Enlace                 [etiqueta url]
  
  Negrita                **texto**
  Cursiva                //texto//
  Subrayado              __texto__
  Tachado                --texto--
  Monoespacio            ``texto``
  Raw                    ""texto""
  Etiquetado             ''texto''
  
  Párrafo                texto
  Cita                   <TAB>texto
  Lista                  - texto
  Lista numerada         + texto
  Lista de definición    : texto
  Tabla                  | celda1 | celda2 | celda3...
  
  Línea verbatim         ``` texto
  Línea Raw              """ texto
  Línea Etiquetada       ''' texto
  
  Bloque Verbatim        ```
                         líneas
                         ```
  Bloque Raw             """
                         líneas
                         """
  Bloque etiquetado      '''
                         líneas
                         '''

```